# Ophioplinthus olstadi
Ophioplinthus olstadi är en ormstjärneart som först beskrevs av Madsen 1955.  Ophioplinthus olstadi ingår i släktet Ophioplinthus och familjen fransormstjärnor. Inga underarter finns listade i Catalogue of Life.